# Joe Fanchin
Joe Fanchin (25 de julio de 1987) es un deportista estadounidense que compitió en tiro con arco, en la modalidad de arco recurvo. Ganó una medalla de oro en el Campeonato Mundial de Tiro con Arco al Aire Libre de 2013, en la prueba por equipo.

## Palmarés internacional
| Campeonato Mundial al Aire Libre | Campeonato Mundial al Aire Libre | Campeonato Mundial al Aire Libre | Campeonato Mundial al Aire Libre |
| Año                              | Lugar                            | Medalla                          | Prueba                           |
| -------------------------------- | -------------------------------- | -------------------------------- | -------------------------------- |
| 2013                             | Belek (Turquía)                  | Medalla de oro                   | Equipo                           |